# HMGXB3
HMGXB3‏ (HMG-box containing 3) هوَ بروتين يُشَفر بواسطة جين HMGXB3 في الإنسان.